# 세상곡천
세상곡천은 울산광역시 울주군 삼동면 보은리의 세상골못에서 발원하여 대체로 동류하다가 목선자불경전시관 부근에서 보은천으로 흘러드는 강이다.